# Mézières-sous-Lavardin
Mézières-sous-Lavardin is een gemeente in het Franse departement Sarthe (regio Pays de la Loire) en telt 415 inwoners (1999). De plaats maakt deel uit van het arrondissement Mamers.

## Geografie
De oppervlakte van Mézières-sous-Lavardin bedraagt 15,2 km², de bevolkingsdichtheid is 27,3 inwoners per km².
De onderstaande kaart toont de ligging van Mézières-sous-Lavardin met de belangrijkste infrastructuur en aangrenzende gemeenten.

## Demografie
Onderstaande figuur toont het verloop van het inwonertal (bron: INSEE-tellingen).